# Phlomissäure
Phlomissäure ist eine ungesättigte Fettsäure mit einer Allengruppe, durch die sie axiale Chiralität aufweist und optisch aktiv ist. Sie ist verwandt mit der Laballensäure, die jedoch eine kürzere Kettenlänge aufweist.

## Vorkommen

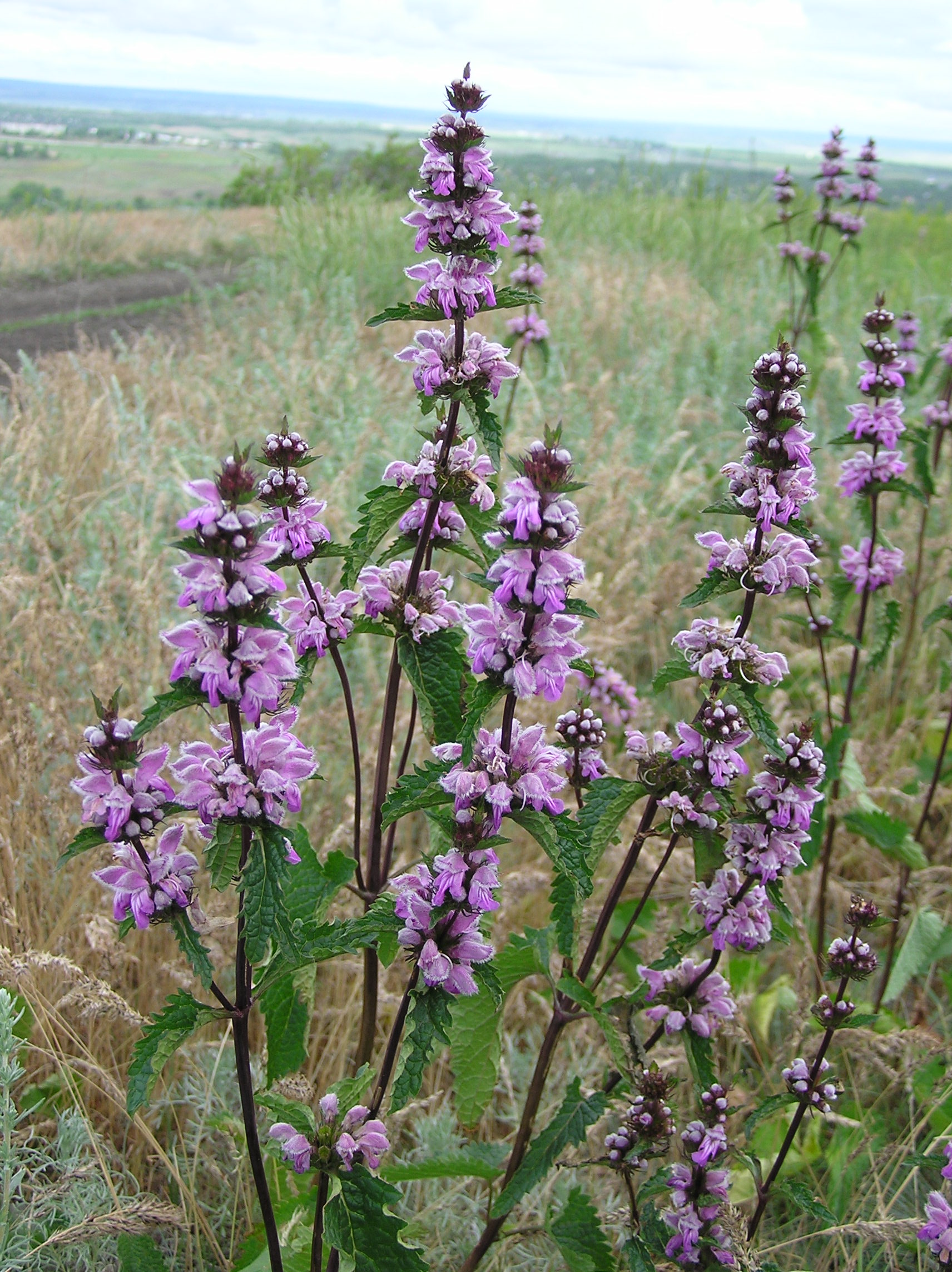
Knollen-Brandkraut

Phlomissäure kommt bei einigen Pflanzenarten der Familie Lamiaceae vor. Zum Beispiel zu 2,9 % im Samenöl des Knollen-Brandkrauts. Auch andere Arten der Gattungen Brandkräuter (Phlomis), Taubnesseln, Zieste und Leonurus enthalten die Verbindung. Bei der Untersuchung von vielen Arten der Gattung Leucas enthielten 11 Arten geringe Mengen Phlomissäure. Nur bei zwei Arten war der Gehalt über 1 % und der höchste gemessene Gehalt war 1,86 %.

## Synthese
Ausgehend von Hex-5-in-1-ol kann Phlomissäure mittels einer Kupfer(II)-bromid katalysierten Reaktion mit (S)-Dimethylprolinol als chiralem Auxiliar synthetisiert werden.